# Maricao Afuera (Maricao)
Maricao Afuera es un barrio ubicado en el municipio de Maricao en el estado libre asociado de Puerto Rico. En el Censo de 2010 tenía una población de 2076 habitantes y una densidad poblacional de 88,64 personas por km².

## Geografía
Maricao Afuera se encuentra ubicado en las coordenadas 18°10′16″N 66°59′17″O / 18.17111, -66.98806. Según la Oficina del Censo de los Estados Unidos, Maricao Afuera tiene una superficie total de 23.42 km², que corresponden a tierra firme.

## Demografía
Según el censo de 2010, había 2076 personas residiendo en Maricao Afuera. La densidad de población era de 88,64 hab./km². De los 2076 habitantes, Maricao Afuera estaba compuesto por el 89.31% blancos, el 5.3% eran afroamericanos, el 0.34% eran amerindios, el 0.14% eran asiáticos, el 0.05% eran isleños del Pacífico, el 3.28% eran de otras razas y el 1.59% pertenecían a dos o más razas. Del total de la población el 99.13% eran hispanos o latinos de cualquier raza.